# Cynanchum compactum
Cynanchum compactum är en oleanderväxtart som beskrevs av Choux. Cynanchum compactum ingår i släktet Cynanchum och familjen oleanderväxter. Utöver nominatformen finns också underarten C. c. imerinense.